# Карпилівка (Колодезька сільська рада)
Карпилівка (біл. вёска Карпілоўка) — село в складі Червенського району Мінської області, Білорусь. Село підпорядковане Колодезькій сільській раді, розташоване в центральній частині області.